# Politique II
Politique II est un ensemble de textes à caractère politique écrits par François Mitterrand dans les années 1970 et jusqu'à son élection en 1981.